# Право на убийство
«Право на убийство» (англ. Righteous Kill) — детективный триллер 2008 года режиссёра Джона Эвнета. В главных ролях Аль Пачино, Роберт Де Ниро и 50 Cent. Фильм вышел в прокат в США 12 сентября 2008 года, в российский прокат — 18 сентября 2008 года. Второй фильм, в котором Пачино и Де Ниро появляются вместе в одном кадре (после «Схватки» 1995 года).
Фильм получил негативные отзывы критиков и был не очень успешен в прокате. Аль Пачино получил номинацию на антипремию «Золотая малина» за роль в этом фильме и фильме «88 минут».

## Сюжет
Два лучших полицейских Нью-Йорка по прозвищам Задира (Аль Пачино) и Турок (Роберт Де Ниро) на протяжении 30 лет были напарниками. Перед тем, как уйти на пенсию, им предстоит расследовать убийство сутенёра. Они выясняют, что покойный каким-то образом имеет отношение к делу, которым они занимались несколько лет назад. Тогда жертвой тоже был преступник, и на его теле был обнаружен клочок бумаги с написанным на нём четверостишием, оправдывающим убийство.
Когда же совершаются новые подобные преступления, детективам становится ясно, что они охотятся за неуловимым серийным убийцей, который убивает исключительно преступников…

## В ролях
| Актёр                        | Роль                         |
| ---------------------------- | ---------------------------- |
| Роберт Де Ниро               | детектив Том «Турок» Коуэн   |
| Аль Пачино                   | детектив Дэвид «Задира» Фиск |
| Карла Гуджино                | детектив Кэрен Корелли       |
| Донни Уолберг                | детектив Тед Райли           |
| Кёртис «50 Cent» Джексон III | Маркус «Паук» Смит           |
| Брайан Деннехи               | лейтенант Хингис             |
| Джон Легуизамо               | детектив Саймон Перес        |
| Олег Тактаров                | Евгений Мугалат              |
| Катажина Волейнио            | танцовщица                   |

## Сборы
Бюджет фильма составил 60 млн. $. В первые выходные собрал 16 288 361 $ (третье место). В прокате с 12 сентября 2008, наибольшее число показов в 3152 кинотеатрах единовременно. За время проката собрал в мире 78 408 327 $ (71 место по итогам года) из них 40 081 410 $ в США (71 место по итогам года) и 37 326 917 $ в остальном мире. В странах СНГ фильм шёл с 18 сентября по 2 ноября 2008 и собрал 3 602 665 $.

## Интересные факты
- Герой Деннехи обсуждает с Пачино и Де Ниро убийство сутенера по кличке «Рэмбо». А в фильме «Рэмбо: Первая кровь» тот же Деннехи играет шерифа, главного анти-героя, преследовавшего Рэмбо, с которого и началась сага.
- Карла Гуджино, играющая в этом фильме секс-партнера Роберта Де Ниро, 15 лет назад исполнила роль его дочери в картине «Жизнь этого парня».
- Картина изобилует элементами продакт-плейсмента: в баре «Паука», в «Монтерре» часто в кадре пиво одной известнейшей марки, в той же «Монтерре», а также диннере — на столе обязательно кетчуп, также от известнейшего производителя. Несколько раз попал в кадр известный в городе магазин итальянской одежды.